# Ацо V д’Есте
Вижте пояснителната страница за други личности с името Ацо д’Есте.
Ацо V д’Есте (на италиански: Azzo V d’Este; * 1125 или ок. 1130, † ок. 1190 или 1193, Ферара) е италиански благородник от рода Есте, управител на Ферара.

## Произход
Той е първото дете на Обицо I д’Есте († 1193), маркиз на Есте, и на първата му съпруга. Внук е на Фулко I д’Есте († 1128). Има един полубрат и четири полусестри от втория брак на баща си.

## Биография
През 1176 г. Ацо се жени за единствената дъщеря и наследница на Гуилхелмо, лидер на гвелфите от Ферара. Благодарение на този брак Есте придобиват широки връзки в този град и след смъртта на Гулиелмо те ръководят местните гвелфи, концентрирайки властта над комуната в свои ръце. Ацо живее във Ферара, докато баща му остава в семейното си владение Есте.

## Брак и потомство
∞ 1176 за Маркизела Аделарди, от която има един син и една дъщеря:
- Ацо VI „Ацолино“ д’Есте (* 1170, Ферара; † ноември 1212, Верона), кондотиер; ∞ 1. за София Алдобрандини, от която има 1 син 2. за София Савойска (* 1165, † 8 декември 1202), от която има дъщеря 3. за Алис дьо Шатийон, дъщеря на Рено дьо Шатийон и Стефания дьо Мили, от която има син и дъщеря
- Аниезе д’Есте, ∞ за Ецелино II да Романо, от когото има 1 дъщеря